# Austral Líneas Aéreas
Pour les articles homonymes, voir Austral et AUT.
Austral Líneas Aéreas (code AITA : AU, code OACI : AUT) est la deuxième compagnie aérienne argentine de vols intérieurs.

## Historique
Austral Líneas Aéreas a été créée en juin 1971 par la fusion de Austral Compania Argentina de Transportes Aereos et de Aerotransportes Litoral Argentino (ALA). Elle a été acquise par la holding Cielos del Sur en 1987. Après la privatisation d'Aerolíneas Argentinas en 1990 par le gouvernement de Carlos Menem (Parti justicialiste, PJ), Cielos del Sur et Iberia ont pris le contrôle de la compagnie, mais ceux-ci se sont depuis retirés, remplacés par Interinvest (90 %).
Mais en septembre 2008, le gouvernement de Cristina Fernández de Kirchner (Front pour la victoire-PJ) a nationalisé l'entreprise, en même temps qu'Aerolíneas Argentinas ; un tribunal argentin a refusé toute indemnisation à la firme espagnole Marsans, propriétaire d'Aerolíneas.
Bien qu'Austral est réellement une compagnie aérienne séparée d'Aerolíneas Argentinas, elle partage la majeure partie de sa flotte et de son personnel puisqu'elles sont devenues une partie de la même compagnie en 1990.

## Flotte

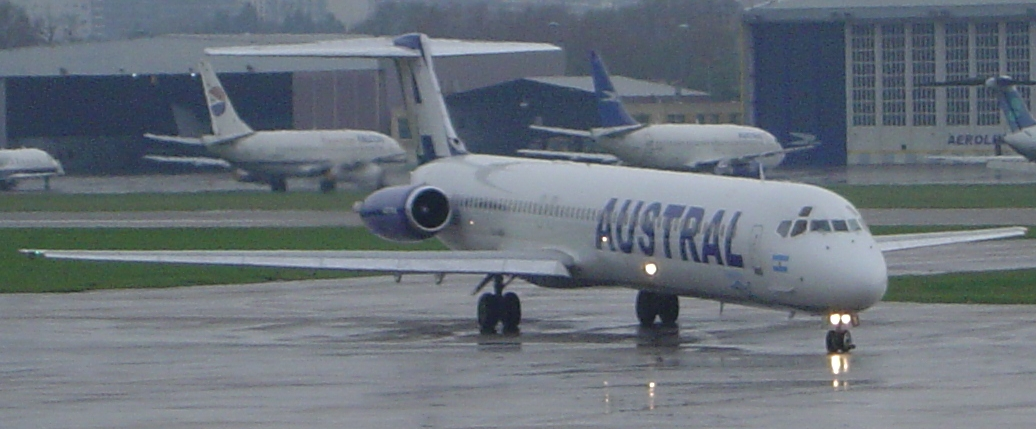
Un McDonnell Douglas aux couleurs d'Austral

La flotte d'Austral comprend les avions suivants (au mois de décembre 2019):
- 26 Embraer 190.

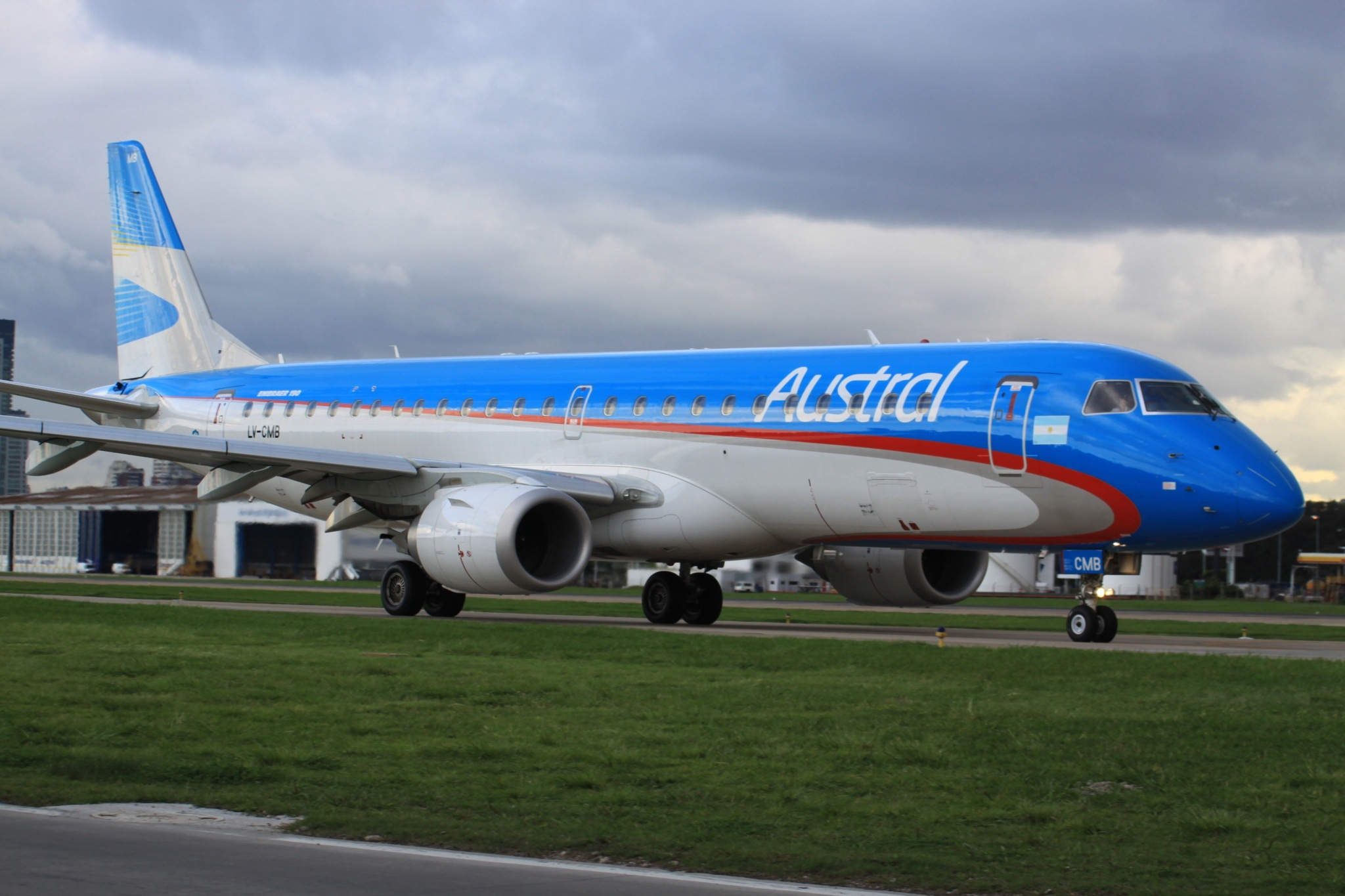
Embraer 190